# Call on Me (chanson d'Eric Prydz)
Pour les articles homonymes, voir Call on Me.
Singles de Eric Prydz
Woz Not Woz
(2004) Proper Education
(2005)
Call on Me est une chanson du DJ et compositeur suédois Eric Prydz sortie en septembre 2004. Le single extrait de l’EP Call on Me, a été écrite par Eric Prydz, Steve Winwood, Will Jennings et produite par Eric Prydz.
Le single a eu un succès commercial important, et a atteint le sommet de plusieurs hit-parades. Call on Me est principalement connu pour son clip dans lequel plusieurs femmes et un homme exécutent de la danse aérobique de façon sexuellement suggestive, s'inspirant d'une scène du film Perfect, jouée notamment par John Travolta et Jamie Lee Curtis.
Le sample utilisé est celui de la chanson Valerie, de Steve Winwood, en 1982. Eric Prydz a repris le morceau mixé par Thomas Bangalter et DJ Falcon un peu avant, les deux artistes ne voulant pas en faire un single, mais continuant du moins à jouer ce morceau durant leurs performances, ce qui a donné lieu à une controverse,.
Le clip apparaît au début du film : "Warfare" de 2025.

## Formats et liste des pistes
CD single
1. Call on Me (Radio Edit) –2:51
2. Call on Me (Eric Prydz vs. Retarded Funk Mix) –7:34

CD maxi single
1. Call on Me (Radio Edit) –2:51
2. Call on Me (Eric Prydz vs. Retarded Funk Mix) –7:34
3. Call on Me (JJ Stockholm Club Mix) –7:51
4. Call on Me (Filterheadz Remix) –7:07
5. Call on Me (Red Kult Dub Pass 2 Mix) –7:53
6. Call on Me (Video) (Dirty Version)

DVD single
1. Call on Me (Video - Daytime Version)
2. Call on Me (Video - Late Night Version)
3. Call on Me (Radio Edit) –2:51
4. Call on Me (Eric Prydz vs. Retarded Funk Mix) –7:34
5. Photo Gallery

Téléchargement digital
1. Call on Me (Radio Edit) –2:51
2. Call on Me (Eric Prydz vs. Retarded Funk Mix) –7:34

Non-Album singles
1. Call on Me (Angello & Ingrosso Remix) - 6:53

## Classement et certifications

### Classement par pays
| Classement (2004-2005)                      | Meilleure position |
| ------------------------------------------- | ------------------ |
| Australie ARIA Singles Chart                | 2                  |
| Australie ARIA Dance Chart                  | 1                  |
| Autriche Ö3 Austria Top 40                  | 1                  |
| Belgique Ultratop 50 Singles (Flandre)      | 4                  |
| Belgique Ultratop 40 Singles (Wallonie)     | 13                 |
| Pays-Bas Top 40                             | 10                 |
| Europe Eurochart Hot 100 Singles            | 1                  |
| Finlande Classement singles                 | 4                  |
| Allemagne Classement singles                | 1                  |
| Grèce Classement singles                    | 2                  |
| Hongrie (Rádiós Top 40)                     | 3                  |
| Irlande Classement singles                  | 1                  |
| Italie Classement singles (FIMI)            | 41                 |
| Norvège VG-lista Classement singles         | 1                  |
| Ukraine Classement Airplay                  | 6                  |
| Espagne Classement singles                  | 10                 |
| Suède Classement singles                    | 1                  |
| Suisse Classement singles                   | 2                  |
| Turquie Classement singles                  | 6                  |
| Royaume-Uni Classement singles              | 1                  |
| Classement (2005)                           | Meilleure position |
| Danemark Classement singles                 | 2                  |
| Europe Eurochart Hot 100 Singles            | 1                  |
| France Classement singles SNEP              | 1                  |
| Nouvelle-Zélande Classement singles (RIANZ) | 38                 |
| États-Unis Billboard Hot Dance Club Play    | 29                 |

### Classement de fins d’années et de décennie
| Classement              | Position |
| ----------------------- | -------- |
| Autriche Singles Chart  | 18       |
| Allemagne Singles Chart | 12       |
| Irlande Singles Chart   | 10       |

| Classement                        | Position |
| --------------------------------- | -------- |
| Autriche Singles Chart            | 97       |
| Belgique (Wallonie) Singles Chart | 89       |
| France Airplay Chart              | 77       |
| France Singles Chart              | 20       |
| France TV Airplay Chart           | 90       |
| Suisse Singles Chart              | 36       |

| 2000–2009               | Position |
| ----------------------- | -------- |
| Allemagne Singles Chart | 84       |

### Certifications
| Pays      | Certification | Date              | Ventes  |
| --------- | ------------- | ----------------- | ------- |
| Australie | Platine       | 2004              | 70 000  |
| France    | Or            | 28 septembre 2005 | 250 000 |
| Suisse    | Or            | 2005              | 20 000  |